# Linthe
Linthe település Németországban, azon belül Brandenburgban. Lakosainak száma 928 fő (2023. december 31.). Linthe Treuenbrietzen és Beelitz községekkel határos.

## Népesség
A település népességének változása:
| Lakosok száma | 912  | 905  | 918  | 937  | 928  |
|               | 2017 | 2019 | 2021 | 2022 | 2023 |